# 두납납지사수연화
《두납납지사수연화》(杜拉拉之似水年华)는 2013년 방송되었던 중국의 드라마이다.

## 소개
- 직장인 여성의 일과 사랑을 그린 드라마

## 등장 인물
- 자오쥔옌 - 두라라 역
- 왕뢰 (王雷) - 왕웨이 역
- 자이톈린 - 천펑 역
- 형자 (馨子) - 파멜라 역
- 진언비 (陈彦妃) - 헬렌 역
- 양공여 - 쑤페이 역
- 정일동 (郑逸桐) - 동칭 역
- 풍단형 (冯丹滢) - 쑤치엔창 역